# Бархатта
Бархатта (бенг. বারহাট্টা, англ. Barhatta) — город на северо-востоке Бангладеш, административный центр одноимённого подокруга. Расположен на берегах реки Кангша. Площадь города равна 3,29 км². По данным переписи 2001 года, в городе проживало 5602 человека, из которых мужчины составляли 52,98 %, женщины — соответственно 47,02 %. Плотность населения равнялась 1703 чел. на 1 км². Уровень грамотности населения составлял 46 % (при среднем по Бангладеш показателе 43,1 %).